# Collège Alfred-Saker
Pour les articles homonymes, voir Saker et Alfred Saker.

Le collège Alfred Saker est un établissement d'éducation protestant privé situé à Deïdo, un quartier de Douala, commune d'arrondissement de Douala I, sur les rives du Wouri. Il est créé en 1953 en mémoire de l'œuvre du missionnaire britannique Alfred Saker.

## Histoire

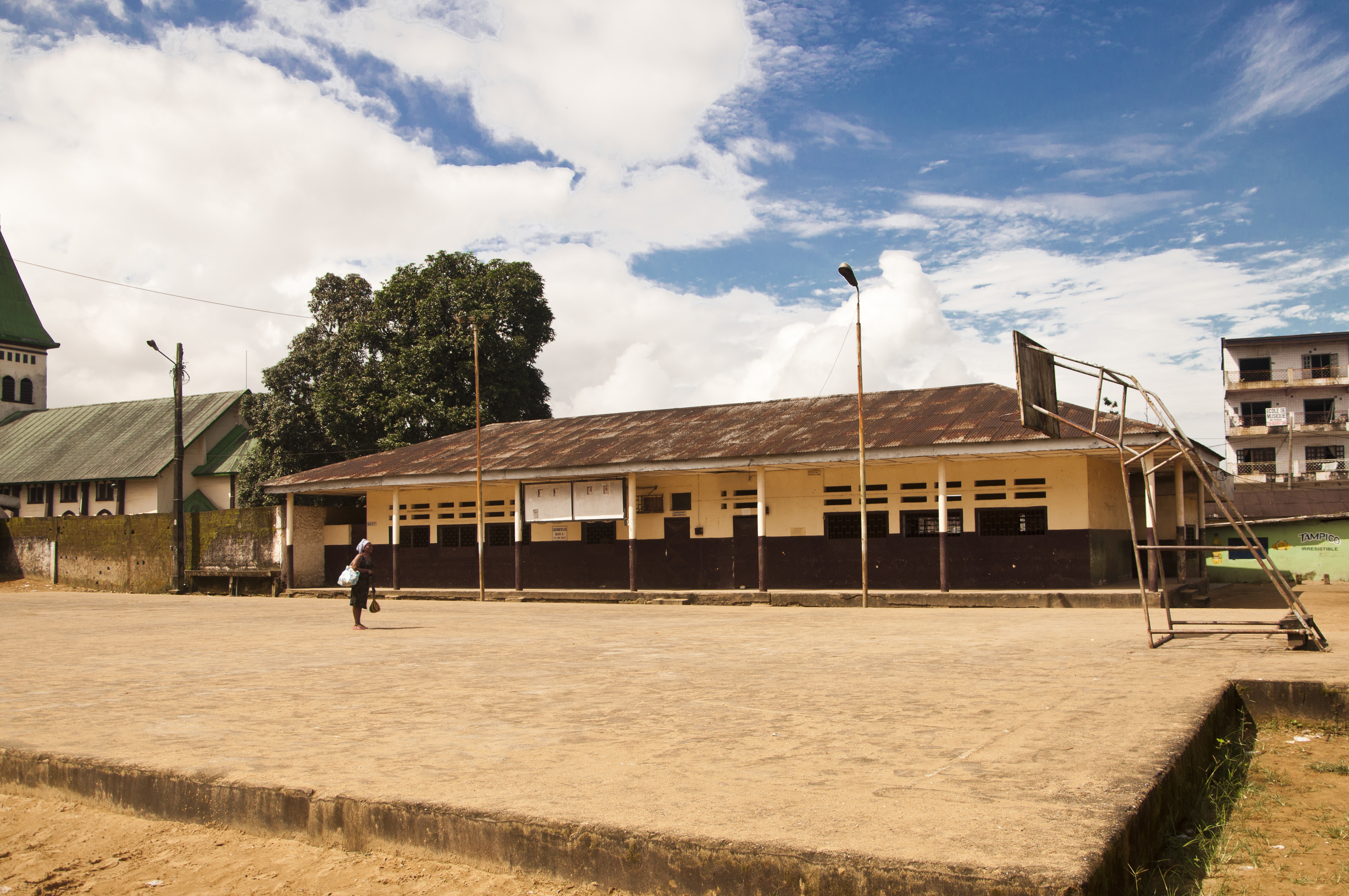
Le terrain de Basket et de Volley Ball du collège. Paroisse de l'EPC en arrière plan

Un premier cours complémentaire est créé en 1953, à Deïdo. Il est inauguré officiellement en 1958. En 1960, il devient un collège sous le nom de Collège Alfred Saker. Thomas Ekollo, fils du pasteur Joseph Ekollo, a été l'un de ses directeurs,. Son actuelle principale est madame Njoh ETEKI. La devise de ce collège est : « Engagement - Participation - Responsabilité - Confiance ».
Dans les années 1980, un bâtiment derrière le collège sert de logement au personnel enseignant. Ce personnel est constitué de coopérant des missions protestantes au Cameroun et d'enseignants locaux.
L'ensemble des bâtiments, logement des enseignants et de paroisse occupent une surface d'environ 2 hectares à proximité du rond-point Deïdo.

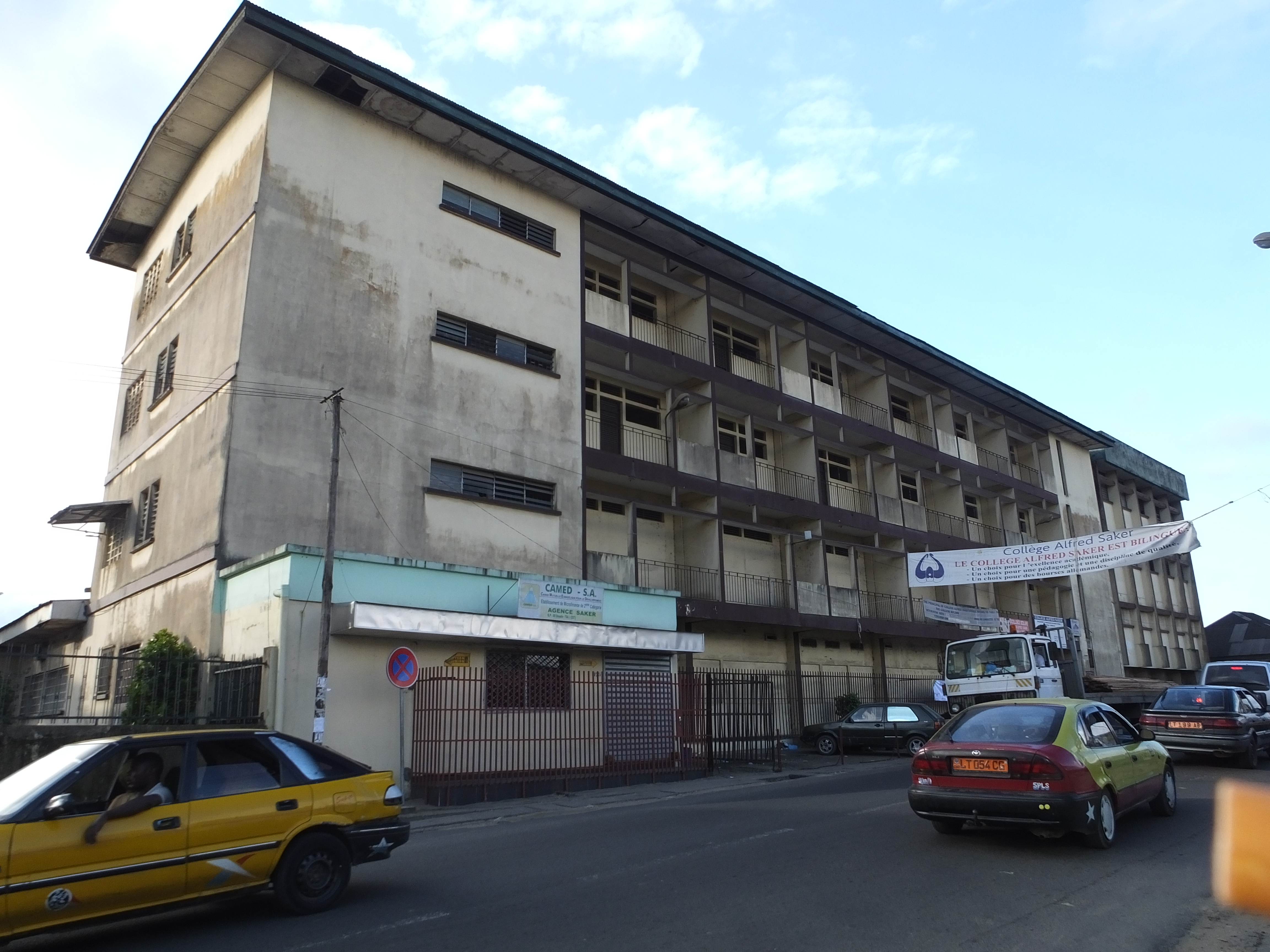
Façade du Collège Alfred Saker
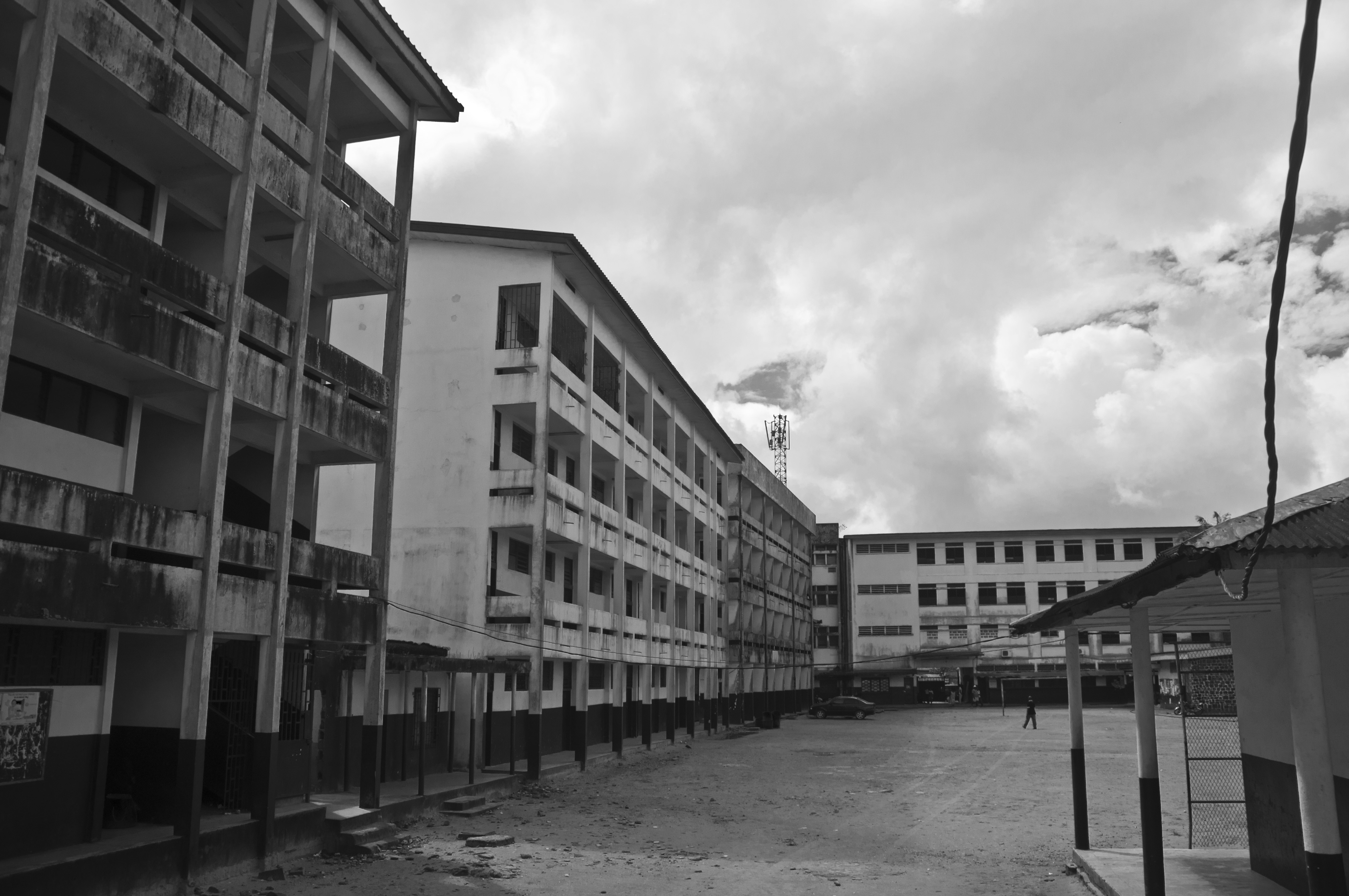
Intérieur
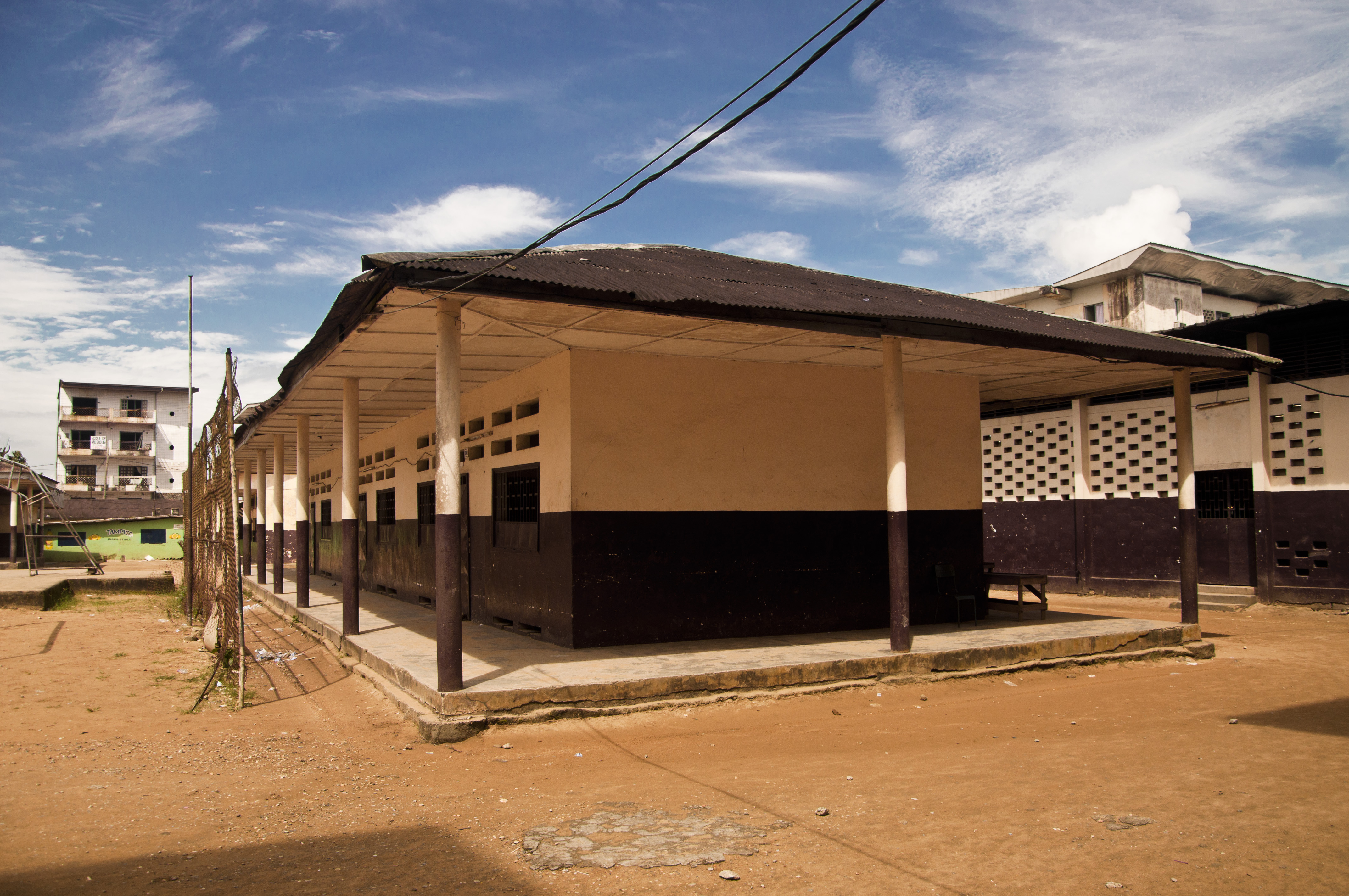
<<Bâtiment des 5e>>
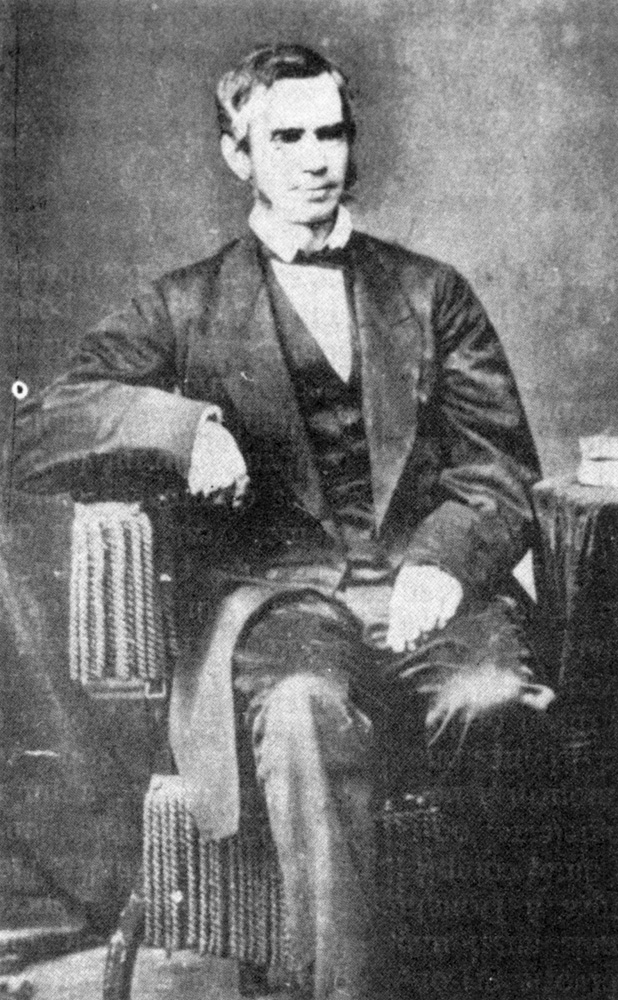
Portrait d'Alfred Saker
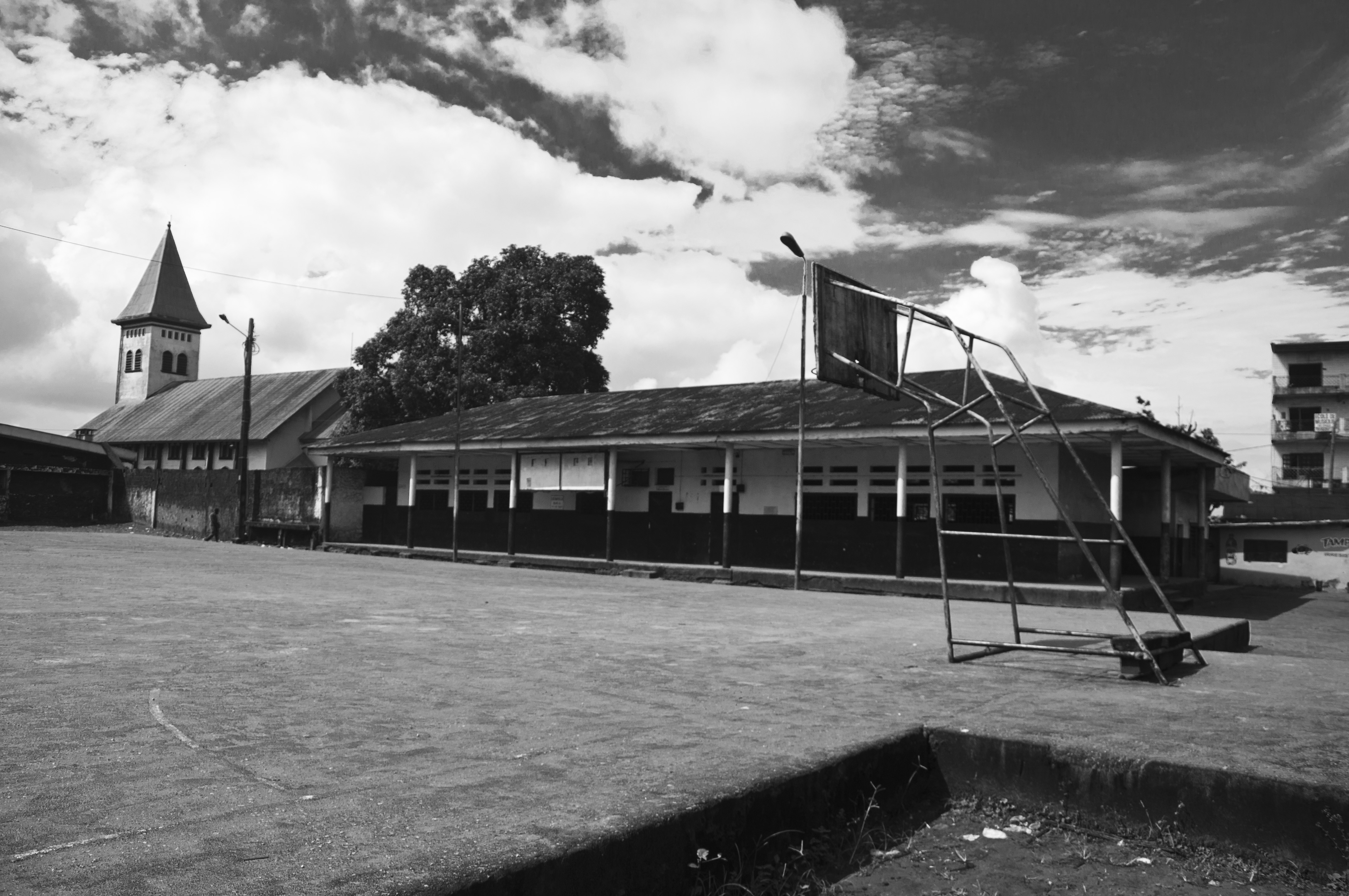
Collège Alfred Saker